# Jej droga
Jej droga (bośn. Na putu) – film fabularny z roku 2010 w reżyserii Jasmili Žbanić, zrealizowany w koprodukcji Bośni i Hercegowiny, Austrii, Chorwacji i Niemiec.

## Opis fabuły
Para mieszkająca w Sarajewie Luny i Amara przechodzi kryzys. Amar stracił pracę z powodu nadużywania alkoholu. Luna jest załamana i traci nadzieję na spełnienie swojego marzenia o posiadaniu dziecka. Jej obawy rosną, kiedy Amar otrzymuje dobrze płatną pracę daleko od miejsca zamieszkania. Amar pracuje w konserwatywnej wspólnocie wahabitów i dopiero po upływie czasu Luna ma możliwość odwiedzenia własnego męża. Nie poznaje zachowań swojego męża, który początkowo nie chce wrócić do rodzinnego domu i przekonuje żonę, że we wspólnocie zdołał się wyciszyć i skończył z nadużywaniem alkoholu. Kiedy Amar wreszcie powraca do domu, kontakty między małżonkami stają się coraz bardziej chłodne.
Film miał swoją premierę w konkursie głównym na 60. MFF w Berlinie.

## Obsada
- Zrinka Cvitešić jako Luna
- Leon Lučev jako Amar
- Mirjana Karanović jako Nađa
- Jasna Beri jako lekarka
- Sebastian Cavazza jako Dejo
- Marija Kohn jako babka
- Nina Violić jako Šejla
- Izudin Bajrović jako Jusuf
- Ermin Bravo jako Bahrija
- Vanessa Glođo
- Mirvad Kurić
- Jasna Žalica

## Nagrody i wyróżnienia
- Festiwal Filmowy w Puli
  - Złota Arena za najlepszą pierwszoplanową rolę kobiecą: Zrinka Cvitešić

- Festiwal Sztuki Filmowej w Schwerinie
  - nagroda za reżyserię dla Jasmili Žbanić

- Międzynarodowy Festiwal Filmowy w Erywaniu
  - nagroda FIPRESCI za reżyserię dla Jasmili Žbanić